# Schizotheca fissa
Schizotheca fissa is een mosdiertjessoort uit de familie van de Phidoloporidae. De wetenschappelijke naam van de soort is, als Lepralia fissa, voor het eerst geldig gepubliceerd in 1856 door Busk.